# Golden Marriage
《Golden Marriage》是ensemble在2014年5月30日發售的戀愛冒險類型成人遊戲。2015年3月27日發售Fan disc《Golden Marriage -Jewel Days-》。

## 故事簡介
大企業立花一族的大少爺立花渚因為過去認識的女性都是以他的錢為目的而對戀愛感到失望。某一天，養母擔任理事長的學校的女子宿舍由於天災而受損，因此養母將宿舍的學生送到立花家住，渚將要跟這些女孩子們住在同個屋簷下。

## 登場角色

### 主要角色
立花渚
立花一族的大少爺。喜歡料理，目前在立花集團的一間餐廳打工。
雖然繼承龐大的財產，但是對事物沒有巨大的慾望，喜歡平淡的生活。
因為很富裕，常常會有僅看上錢的女孩子跟他套關係，但是他花的都是自己打工來的錢，本人也清楚對方的意圖。
小時候親生父母因為一次意外雙雙過世，當時的他與現在的養母在意外中倖存，因此兩人相依為命。
一條寺透子（聲：上原あおい）
資產家的女兒，與渚是青梅竹馬，喜歡玩遊戲的御宅族。因為家裡給的零用錢太少而積極投資。
有點害怕跟一般人接觸，大多事情都是在家裡解決。擁有優秀的投資能力。
在渚要成為立花集團繼承候選人的消息被意外傳出去的時候，提議讓渚和自己散播假消息，說自己和渚已經有婚約了，讓聞到腥味就撲上來的人打消念頭。
初次與玲見面就被摸了個透，但是後來成為關係很好的朋友，甚至連和渚的婚約是為了減少麻煩的事情都跟她說了。
天谷玲（聲：夏野冰）
以音樂家為目標的中提琴手，對自己的才能非常有自信，並認為自己一定會成功。
行事風格大喇喇，較我行我素，因為走音樂的路非常需要資金，所以在尋找人投資她。
偶然間在雜誌上看見了渚，馬上就看上了他可以投資自己，因此轉入學校並且在初次見面就提出結婚要求。
而實際上本人確實擁有相當的才華，在透子和渚聽到她演奏的小提琴後就決定要投資她。
表情豐富，個性也容易讓人親近。知道渚在一次意外中失去了親生父母便真心地流下眼淚，並且佩服他的堅強。
丹下花純（聲：羽鳥いち）
渚的學妹，由於父母留下大筆的債務潛逃而一貧如洗，必須靠打工維持生計。
性格認真負責，即使家貧也未曾因此抱怨，與家人的關係很和諧。
春日野紫子（聲：有栖川みや美）
學校的執行部會長，品行端正、成績優秀且容姿端麗的完美女孩。
舉止高雅，談吐溫柔，擁有聖母般的性格，在學校也有【Primavera】的稱號。
島影瑠璃（聲：田中理理）
渚的學姐，也是打工處的前輩。喜歡照顧人，跟紫子是好朋友。
父親是黑道，跟父親相處的關係不太好。
力氣很大，擅於打架，也因此性格較為男孩子氣，對自己女子力不高十分介意。
很受女生歡迎。很容易感動，很有少女心。
瑪莉卡·馮·維特爾斯巴赫（聲：香山いちご）
渚母方的表妹，擁有母國的皇位繼承權。跟渚小時候便經常在一起玩耍，把渚當作哥哥看待。

### 其他角色
艾維拉·里芬斯塔爾（聲：川島梨乃）
渚的養母，也是渚所就讀學校的理事長，美女。
丹下梅（聲：桐谷華）
比花純小幾歲的雙胞胎中的妹妹。
丹下桃（聲：桐谷華）
比花純小幾歲的雙胞胎中的弟弟。
望月久美
渚的同學，經常暗中跟隨他。
負責保護渚，為了渚的安全會竭盡所能，是非常有能力的女強人。
自稱保護渚的安全就是她最大的樂趣，望月一家一直以來都是保護施瓦岑貝格公國皇室的家族。
在渚的親生母親死後，保護身為安娜公主遺孤的渚。

## 主題曲
Golden Marriage
1st片頭曲「Jewel Love」
作詞：，作曲：amedio，主唱：
2nd片頭曲「marry me？」
作詞、主唱：Duca，作曲、編曲：ANZIE
片尾曲
作詞：，作曲：amedio，主唱：
Golden Marriage -Jewel Days-
片頭曲「Jewel Days」
作詞、主唱：Duca，作曲、編曲：lotta
片尾曲「 merry-go-round」
作詞、作曲：Nekusam，主唱：Duca

## 評價
《Golden Marriage》在日本美少女游戏与动画相关商品销售网站Getchu.com的2014年5月销量榜上排名第3名。

## 外部連結
- Golden Marriage遊戲官網 （页面存档备份，存于）（日語）
- Golden Marriage -Jewel Days-遊戲官網 （页面存档备份，存于）（日語）